# 神崎かるな
神崎 かるな（かんざき かるな、9月5日 - ）は、日本の漫画家。三重県出身。

## 略歴
2008年2月号の『月刊コミックラッシュ』（ジャイブ）にて「しなこいっ -竹刀短し恋せよ乙女-」の読み切りを掲載。その後、同誌の2008年7月号から2011年3月号まで「しなこいっ」というタイトルで連載。『月刊少年エース』（角川書店）にて2011年8月号から2013年7月号まで「竹刀短し恋せよ乙女」を連載。『月刊少年エース』（KADOKAWA）にて2014年5月号から「武装少女マキャヴェリズム」の連載を開始。同誌2023年10月号からは「よぅ、アクアリスト」の連載を開始。

## 作品リスト

### 漫画作品

#### 連載
- しなこいっ（原作：黒神遊夜、『月刊コミックラッシュ』2008年7月号 - 2011年3月号[4]）
- 竹刀短し恋せよ乙女（原作：黒神遊夜、『月刊少年エース』2011年8月号[5] - 2013年7月号）
- 武装少女マキャヴェリズム（原作：黒神遊夜、『月刊少年エース』2014年5月号[6] - 2022年8月号[7]）
- よぅ、アクアリスト（作画：黒神遊夜、『月刊少年エース』2023年10月号[3] - 2025年9月号[8]）

#### 読み切り
- 屋上読書同盟（原作：黒神遊夜、『電撃黒「マ）王』vol.2〈2007年〉） - 『しなこいっ』完全版下巻に併録。
- しなこいっ -竹刀短し恋せよ乙女-（原作：黒神遊夜、『月刊コミックラッシュ』2008年2月号） - 後に連載化。

### 書籍
- 『しなこいっ』、原作：黒神遊夜、ジャイブ〈CRコミックス〉2009年 - 2011年、全4巻
  - （完全版）角川書店〈角川コミックス・エース〉2011年、全2巻
- 『竹刀短し恋せよ乙女』、原作：黒神遊夜、角川書店〈角川コミックス・エース〉2011年 - 2013年、全3巻
- 『武装少女マキャヴェリズム』、原作：黒神遊夜、KADOKAWA〈角川コミックス・エース〉2014年 - 2022年、全13巻
- 『よぅ、アクアリスト』、原作：黒神遊夜、KADOKAWA〈角川コミックス・エース〉2024年 - 、既刊2巻（2024年11月25日現在）
  1. 2024年4月26日発売[9][10]、ISBN 978-4-04-114893-8
  2. 2024年11月25日発売[11]、ISBN 978-4-04-115582-0

### その他
- 天華百剣（ゲーム、2017年）キャラクターデザイン
- デタリキZ（ゲーム、2019年）キャラクターデザイン

## 寄稿
- 電撃マオウ10周年記念 秋の読み切り&コラム祭り（『電撃マオウ』2015年12月号[12]） - コラム[12]。